# Partido del Pueblo Cubano (Ortodoxos)
Die Partido del Pueblo Cubano (Ortodoxos) (dt. Partei des kubanischen Volks – Die Orthodoxen) war eine von 1947 bis 1959 bestehende kubanische politische Partei. Umgangssprachlich wurde sie häufig auch Partido Ortodoxo (dt. Orthodoxe Partei) genannt, die gängigste Abkürzung lautet PPC(O).
Ziele der Partei waren die Bekämpfung der Korruption der kubanischen Regierung, soziale Reformen, wirtschaftliche Unabhängigkeit und die Herausbildung einer nationalen Identität.

## Geschichte
Die Partei wurde im Mai 1947 auf Betreiben von Eduardo Chibás, Emilio „Millo“ Ochoa und Manuel Bisbé gegründet, die zuvor innerhalb der Regierungspartei Partido Revolucionario Cubano (Auténticos) politisch aktiv waren und diese aufgrund ihrer Unzufriedenheit mit dem Kurs der Partei und der Regierung unter Präsident Ramón Grau San Martín verlassen hatten. Der von Chibás angeführten Gründungsversammlung in Havanna gehörten sechs Senatoren, neun Mitglieder des Abgeordnetenhauses, der Provinzgouverneur von Matanzas, die Bürgermeister von Holguín, Bayamo und Las Tunas sowie weitere Persönlichkeiten an. Eines der wichtigsten Ziele der Partei war die Bekämpfung der Korruption. Die Partei besaß eine eigene Jugendorganisation namens Juventud Ortodoxa (Orthodoxe Jugend). Der zentrale Wahlspruch der Partei lautete „¡Vergüenza contra Dinero!“ (dt. Ehre statt Geld!) und war eine Anspielung an die der Regierung vorgeworfene Bestechlichkeit. Ein häufig verwendetes Symbol der Partei war ein Besen, der die von den Ortodoxos beabsichtigte Säuberung der Regierung von korrupten Elementen darstellte.
Obwohl die Partido Revolucionario Cubano (Auténticos) immer mehr an Popularität verloren hatte, gelang es der Partido del Pueblo Cubano (Ortodoxos) unter Spitzenkandidat Chibás nicht, diese bei den Präsidentschaftswahlen im Jahre 1948 zu besiegen, weshalb mit Carlos Prío wieder der Kandidat der Auténticos Präsident wurde.
Mit Hilfe einer Radiosendung, in der er die Regierung, aber auch den nach Kuba zurückgekehrten ehemaligen Präsidenten Fulgencio Batista kritisierte, gelang es Chibás, die Popularität seiner Partei enorm zu steigern. Nach seinem öffentlichen Selbstmord, den er während solch einer Radiosendung vollziehen wollte, was ihm aber nicht gelang, da die Mikrofone bereits ausgeschaltet waren, übernahm José Pardo Llada die Sendung und Emilio Ochoa übernahm den Parteivorsitz.
Aufgrund dieses Selbstmordes  und des großen Erfolgs der als Parteiwerbung fungierenden Radiosendung galt ein Sieg  Roberto Agramontes, des Kandidaten der Ortodoxos, bei den Wahlen im Jahre 1952 als so gut wie sicher. Dies wurde jedoch dadurch verhindert, dass Batista, der selbst für das Amt des Präsidenten kandidierte, im März 1952 und somit noch vor der Wahl putschte und somit erneut eine präsidiale Diktatur errichtete.
In der Folge des Putsches entbrannte innerhalb der PPC-O ein Führungsstreit über die geeignete Strategie des Widerstands gegen die Herrschaft Batistas, wobei die Frage im Mittelpunkt stand, ob die Partei einzeln für sich oder gemeinsam mit den anderen oppositionellen Parteien kämpfen sollte, darunter insbesondere die Auténticos, der bisherige politische Hauptgegner. Das Führungsduo Ochoa und Agramonte entzweite sich und um sie herum entstanden zwei rivalisierende Parteiflügel, deren Uneinigkeit die Partei lähmte und ihr politisches Gewicht drastisch reduzierte.
Um Batista zu stürzen, organisierte Fidel Castro, der bei den schließlich abgesagten Wahlen als Kandidat der Ortodoxos erstmals ins Abgeordnetenhaus einziehen wollte, einen Angriff mit 165 Gleichgesinnten, die zum größten Teil Studenten und Anhänger der Ortodoxos waren, auf die Moncada-Kaserne in Santiago de Cuba und die Carlos-Manuel-de-Céspedes-Kaserne in Bayamo. Ziel der Angriffe war es, die Waffenvorräte der Kaserne an die Bevölkerung zu verteilen und somit einen bewaffneten Volksaufstand gegen Batista auszulösen. Nachdem dieser Plan gescheitert war, organisierten sich die Anhänger Castros ab 1955 in der Bewegung des 26. Juli, welche schließlich die Ortodoxos als wichtigste oppositionelle Gruppierung ablöste.
1954 übernahm Raúl Chibás, der jüngere Bruder des Parteigründers, den Parteivorsitz. Im Frühjahr erklärte die Parteiführung nach ergebnislosen Verhandlungen mit dem Regierungslager, die für Anfang November vorgesehenen Wahlen aufgrund mangelnder demokratischer Garantien zu boykottieren – die Wahlen wurden schließlich bei sehr geringer Wahlbeteiligung ohne Mitwirkung der wichtigsten Oppositionsparteien durchgeführt und Batista wurde ohne Gegenkandidat im Präsidentenamt bestätigt. Im Juni 1955 unterzeichnete die PPC mit den Auténticos und drei kleineren Parteien das „Manifest der SAR“ (Sociedad de Amigos de la República, dt. „Gesellschaft der Freunde der Republik“), das einen verfassungsgemäßen Widerstand gegen das Batista-Regime durch politische Verhandlungen forderte. Im Herbst und Winter 1955 organisierten die Ortodoxos Massendemonstrationen im ganzen Land. Bei einer solchen Demonstration wurde im Dezember 1955 in Ciego de Ávila der junge Ortodoxo Raúl Cervantes getötet, seine Beerdigung wurde durch die Anreise von Trauernden aus dem ganzen Land zu einer gewaltigen Protestaktion gegen Batista.
1956 trat Chibás vom Parteivorsitz zurück, den daraufhin Felipe Pazos bekleidete. Chibás und Pazos unterstützten den ab Dezember 1956 von Castro angeführten Guerillakrieg. Mit ihm verhandelten und unterzeichneten sie im Juli 1957 das „Manifest der Sierra Maestra“, welches das gemeinsame Ziel eines „freien, demokratischen und gerechten Kuba“ betonte, eine Rückkehr zur Verfassung von 1940 versprach und den Revolutionären damit zu größerer Unterstützung innerhalb gemäßigter Teile der Bevölkerung verhalf. 1958 unterstützte die PPC gegenüber anderen Gruppen der gegen Batista verbündeten Opposition den von Castro im Namen der Bewegung des 26. Juli erklärten Vorschlag, nach einem Sieg über Batista den parteilosen Richter Manuel Urrutia als Übergangspräsidenten einzusetzen.
Chibás und Pazos, ebenso wie der frühere Präsidentschaftskandidat Agramonte, übernahmen nach dem Sieg der Revolution im Januar 1959 wichtige Regierungsämter, waren jedoch bald von Castros Abkehr von den vor seinem Sieg erklärten Zielen der Revolution enttäuscht und gingen 1959 bzw. 1960 ins Exil. Auch Emilio Ochoa, der Mitbegründer und ehemalige Vorsitzende der Partei, ging 1960 ins Exil. Im Januar 1961 folgte der langjährige Präsident der Juventud Ortodoxa und Freund Castros aus Studententagen, Max Lesnik.

## Neugründungen unter Berufung auf die PPC(O)
Auch nach dem Verbot parteipolitischer Aktivität außerhalb der Kommunistischen Partei Kubas unter der Herrschaft Fidel Castros beriefen sich zahlreiche Kubaner weiterhin auf die Ziele der Orthodoxen Partei und ihrer charismatischen Gründungsfigur Eddy Chibás. Unter ausdrücklicher Bezugnahme auf die Orthodoxe Partei gründete ihr ehemaliger Generalsekretär, der Chibás-Biograph und frühere Unterstützer Fidel Castros, Luis Conte Agüero, im Juli 2009 in Florida die Exilorganisation Partido del Pueblo Cubano Ortodoxo – Partido Ortodoxo Cubano, der er seitdem als Präsident vorsteht und deren Gründung zahlreiche Persönlichkeiten insbesondere des rechten Spektrums unter den Exilkubanern unterstützten (darunter Marco Rubio, Armando Valladares und David Rivera). Innerhalb Kubas existiert seit ihrer Gründung in Santiago de Cuba 1998 die gegen das gesetzliche Verbot des politischen Zusammenschlusses verstoßende Partido Cubano de Renovación Ortodoxa (dt. „Kubanische Partei der Orthodoxen Erneuerung“). Beide sich auf das ideologische Erbe der historischen PPC(O) berufende Gruppierungen sind jedoch bisher – im Gegensatz zu anderen oppositionellen Gruppierungen – ohne zu verzeichnende politische Resonanz geblieben, weder innerhalb Kubas noch im Exil.